# 新井悦子
新井悦子（あらい えつこ）は、日本の童話作家。

## 来歴
長崎県佐世保市出身・在住。筑波大学日本語日本文化学類卒業。児童書を出版している出版社を離職後、佐世保市に帰郷。30歳から童話を書き始める。2010年『きょうはとくべつなひ』で単行本デビュー。日本児童文芸家協会会員。絵本学会会員。長崎短期大学保育学会非常勤講師。
2022年の『きらきらさがし』は第42回佐世保文学賞を受賞。40年以上の歴史がある同賞で絵本の受賞は初となった。同書について新井は「方言で書いているので、絵や言葉から長崎を感じて、共感してもらえたら」と述べている。

## 受賞・評価
- 「春ぬすっと」日産 童話と絵本のグランプリ 2003年度佳作[8]。
- 「春ちょきん」第22回アンデルセンのメルヘン大賞優秀賞[9]。
- 「きらきらさがし」(岩崎書店) 第四十二回佐世保文学賞[10]。

## 作品
| タイトル                      | 発売    | 出版社         | 備考                                          |
| ----------------------------- | ------- | -------------- | --------------------------------------------- |
| きょうはとくべつなひ          | 2010-2  | 教育画劇       | 絵:いりやまさとし                             |
| だいすきのしるし              | 2012-6  | 岩崎書店       | 絵:おかだちあき                               |
| いたいのいたいのとんでゆけ    | 2012-1  | すずき出版     | 絵:野村 たかあき                              |
| だいくとねこ                  | 2012-1  | 教育画劇       | 紙芝居 絵:堀川波                              |
| こめだしえびすさま            | 2013-9  | 教育画劇       | 紙芝居 絵:いわぶちさちこ                      |
| なすおばけ                    | 2013-9  | 教育画劇       | 紙芝居 絵:大野八生                            |
| まぜたろう                    | 2013-10 | すずき出版     | 絵:相野谷由起                                 |
| そらからおりてきたごちそう    | 2014-5  | 教育画劇       | 紙芝居 絵:岡村志満子                          |
| ちんちろりんおばけ            | 2014-5  | 教育画劇       | 紙芝居 絵:モカ子                              |
| 爱的小秘密                    | 2016-8  | 連環画出版社   | 中国語版 だいすきのしるし 絵:おかだちあき     |
| はなさくもりのケーキやさん    | 2017-4  | フレーベル館   | 絵:黒井健                                     |
| りすくんかぞくのふゆ          | 2018-12 | フレーベル館   | 絵:そのだえり                                 |
| これよんで!1分えほん : 1・2歳 | 2019-2  | ポプラ社       |                                               |
| どれがすき?1分えほん : 0・1歳 | 2019-3  | ポプラ社       |                                               |
| 开花森林蛋糕店                | 2022-3  | 化学工业出版社 | 中国語版 はなさくもりのケーキやさん 絵:黒井健 |
| 松鼠一家的冬天                | 2022-3  | 化学工业出版社 | 中国語版 りすくんかぞくのふゆ 絵:そのだえり   |
| きょうはおうちで いちごがり   | 2022-2  | 岩崎書店       | 絵:つがねちかこ                               |
| きょうはおうちで なつまつり   | 2022-6  | 岩崎書店       | 絵:ももろ                                     |
| きらきらさがし                | 2022-8  | 岩崎書店       | 絵:さこももみ                                 |
| きょうはおうちで うんどうかい | 2022-9  | 岩崎書店       | 絵:小林ゆき子                                 |
| 1話5分 おんどく伝記 5年生     | 2023-2  | 世界文化社     |                                               |
| にぎやかもりのツリーハウス    | 2023-4  | フレーベル館   | 絵:どいかや                                   |
| 10分でおもしろい「夏目漱石」  | 2023-6  | 世界文化社     |                                               |
| とっとこ こびと               | 2024-12 | 岩崎書店       | 絵:せきぐちひろみ                             |